# USA Today
USA Today (en español: Estados Unidos Hoy) es una empresa de difusión de noticias y periódicos en el mercado medio Estados Unidos. Fundado por Al Neuharth el 15 de septiembre de 1982, el periódico opera desde la sede corporativa de Gannett en Tysons Corner. Su periódico se imprime en 37 sitios en los Estados Unidos y en cinco sitios adicionales a nivel internacional. El diseño dinámico del periódico ha influido en el estilo de los periódicos locales, regionales y nacionales de todo el mundo mediante el uso de informes concisos, imágenes en color, gráficos informativos y la inclusión de historias de la cultura popular, entre otras características distintivas.
Con una circulación impresa promedio de 159,233 a partir de 2022, una base de suscriptores solo digitales de 504,000 a partir de 2019 y una lectura diaria aproximada de 2.6 millones, USA Today ocupa el primer lugar por circulación en la lista de periódicos de los Estados Unidos. Se ha demostrado que mantiene una audiencia generalmente de centro-izquierda, en lo que respecta a la persuasión política. USA Today se distribuye en los 50 estados, Washington D. C. y Puerto Rico, y se distribuye una edición internacional en Asia, Canadá, Europa y las Islas del Pacífico.

## Historia

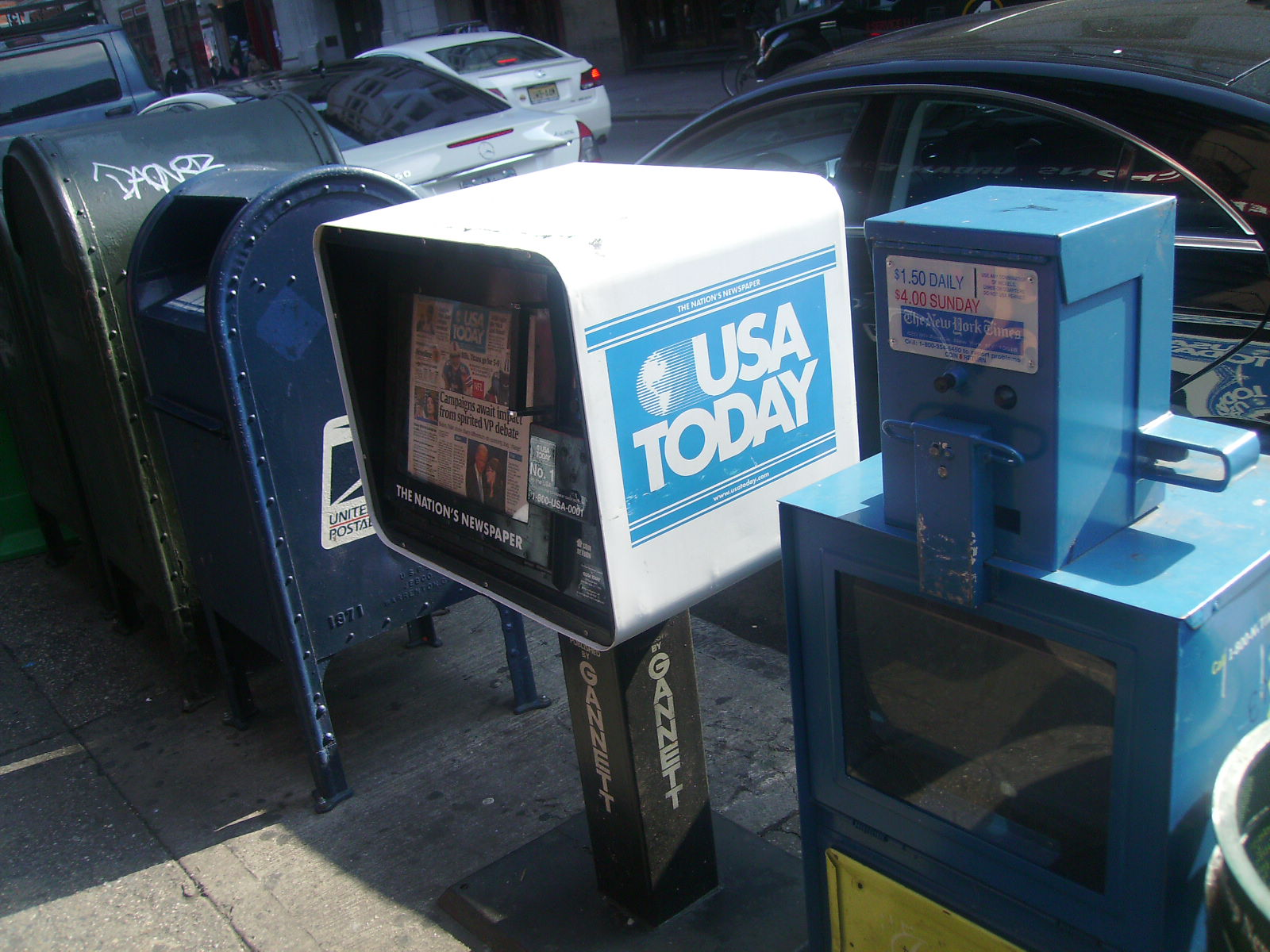
Máquina expendedora de USA Today en Nueva York.

USA Today fue fundado el 15 de septiembre de 1982 por Allen Neuharth. Pretende romper con los periódicos más tradicionales (considerados a veces demasiado grises, llenos de palabras y sin color), con un estilo lleno de grandes diagramas y fotografías. Es también conocido por sus encuestas sobre las opiniones del público estadounidense.
Inicialmente el periódico también pretendía mantenerse aparte de los métodos tradicionales de distribución, actualmente se vende por medio de unos despachadores con bordes curvos que por su forma recuerdan antiguos televisores más que un despachador tradicional de periódicos. USA Today también buscó acomodarse a los viajeros de negocios y se distribuía ampliamente en aerolíneas, aeropuertos y hoteles, como forma adicional a otros puntos de venta. También fue uno de los primeros periódicos en utilizar transmisiones vía satélite para mandar la edición final a distintas localidades del país para su impresión y distribución en mercados regionales. La innovación y el uso de centros regionales de impresión permitieron retrasar la hora de cierre de las ediciones y poder incorporar eventos más recientes de noticias y deportes en cada edición.
El periódico ha demostrado ser un éxito, sin embargo sus críticos lo han acusado de trivializar las noticias. Su estilo de redacción rara vez usa enunciados subordinados y generalmente no tiene más de tres enunciados principales por párrafo, todo ello con el objetivo de facilitar su lectura. Como resultado, en sus primeros días se le refería peyorativamente como "McPaper" o "McNewspaper" en referencia a la simplicidad de la comida rápida de McDonald's (quien actualmente distribuye el periódico). Aun así, el uso de color, gráficos y otros elementos, ha sido imitado por otras revistas y periódicos. Su sección deportiva es particularmente popular debido a esto y a su amplia cobertura de los eventos.
Desde sus principios en 1982 hasta el otoño de 2001, Larry King fue columnista de USA Today.
En 2001 el periódico cambió sus sede a un nuevo predio de 120.000 m², en McLean, en el condado de Fairfax, Virginia, un suburbio de Washington no muy lejos de su anterior sede en el condado de Arlington.
De acuerdo al almanaque mundial del 2005 el USA Today es el periódico de mayor distribución en Estados Unidos.

### Fraude
En marzo de 2004, el periódico fue alcanzado por un escándalo cuando se reveló que Jack Kelley, corresponsal del USA Today, y nominado a los Premios Pulitzer, había estado inventando una serie de noticias para el periódico, Ante esto el diario abrió una investigación sobre las mismas. Kelley dimitió pero negó todos los cargos; Finalmente el editor del USA Today, Craig Moon, se disculpó por los hechos en la cabecera del periódico. Este caso guarda muchas similitudes con la situación de Jayson Blair en el New York Times, aunque recibió mucha menos atención.

### 2012: rediseño
El 14 de septiembre de 2012, USA Today se sometió al primer rediseño importante de su historia, en conmemoración de su 30 aniversario de la primera edición del periódico. Desarrollada en conjunto con la firma de diseño de marca Wolff Olins, la edición impresa de USA Today agregó una página que cubre historias de tecnología y amplió la cobertura de viajes dentro de la sección Vida y aumentó el número de páginas en color incluidas en cada edición, al tiempo que conserva elementos de toda la vida. El logotipo del "globo" utilizado desde el inicio del periódico fue reemplazado por un nuevo logotipo con un círculo grande en colores correspondientes a cada una de las secciones, que sirve como una infografía que cambia con las noticias, que contiene imágenes que representan las principales historias de ese día.
El sitio web del periódico también fue revisado ampliamente utilizando un nuevo sistema interno de administración de contenido conocido como Presto y un diseño creado por Fantasy Interactive, que incorpora navegación estilo flipboard para cambiar entre historias individuales (que oscurecen la mayoría de las páginas principales y de sección) , publicidad de video en la que se puede hacer clic y un diseño de diseño receptivo. El sitio fue diseñado para ser más interactivo, proporcionar optimizaciones para dispositivos móviles y con pantalla táctil, proporcionar unidades de publicidad de "alto impacto" y proporcionar a Gannett la capacidad de sindicar el contenido de USA Today a los sitios web de sus propiedades locales, y viceversa. Para lograr este objetivo, Gannett migró sus sitios web de periódicos y estaciones de televisión a la plataforma Presto y al diseño del sitio USA Today durante 2013 y 2014 (aunque el contenido de archivo accesible a través de los motores de búsqueda permanece disponible a través del diseño previo al relanzamiento).

### Expansión y Reestructuración
El 6 de octubre de 2013, la prueba de Gannett lanzó una edición diaria condensada de USA Today (parte de lo que internamente se conocía dentro de Gannett como la iniciativa "Mariposa") para su distribución como inserto en cuatro de sus periódicos: The Indianapolis Star, Rochester Democrat & Chronicle, The News-Press, con sede en Fort Myers, y The Post-Crescent, con sede en Appleton, Wisconsin. El lanzamiento del inserto sindicado hizo que USA Today reestructurara sus operaciones para permitir la producción de siete días a la semana para acomodar el empaque de su contenido de noticias nacionales e internacionales e historias empresariales (que comprende aproximadamente 10 páginas para las ediciones de los días laborables y sábados, y hasta 22 páginas para la edición dominical) en el inserto piloto. Más tarde, Gannett anunció el 11 de diciembre que lanzaría formalmente la edición diaria condensada de USA Today en 31 periódicos locales adicionales en todo el país hasta abril de 2014 (siendo The Desert Sun, con sede en Palm Springs, California, y The Advertiser, con sede en Lafayette, Luisiana). los primeros periódicos fuera de los participantes del programa piloto para agregar el suplemento el 15 de diciembre), citando "comentarios positivos" a la función de los lectores y anunciantes de los cuatro documentos iniciales. Gannett recibió permiso de Alliance for Audited Media para contar las cifras de circulación del inserto local sindicado con el recuento de circulación total para la edición nacional insignia de USA Today.
El 4 de enero de 2014, USA Today adquirió el sitio web de revisión de productos de consumo revisado. En el primer trimestre de 2014, Gannett lanzó un inserto condensado de USA Today en otros 31 periódicos de su red, aumentando así el número de insertos a 35, en un esfuerzo por apuntalar la circulación después de recuperar su posición como el periódico diario semanal de mayor circulación. en los Estados Unidos en octubre de 2013. El 3 de septiembre de 2014, USA Today anunció que despediría a aproximadamente 70 empleados en una reestructuración de su sala de redacción y operaciones comerciales. En octubre de 2014, USA Today y OpenWager Inc. se asociaron para lanzar una aplicación móvil de bingo llamada USA TODAY Bingo Cruise.
El 3 de diciembre de 2015, Gannett lanzó formalmente USA Today Network, un servicio nacional de recopilación de noticias digitales que brinda contenido compartido entre USA Today y los 92 periódicos locales de la compañía en todo Estados Unidos, y agrupa servicios de publicidad en un alcance hiperlocal y nacional. El Louisville Courier-Journal había lanzado anteriormente el servicio como parte de un programa piloto que comenzó el 17 de noviembre, coincidiendo con un cambio de imagen para el periódico con sede en Louisville, Kentucky; Las otras propiedades de periódicos locales de Gannett, así como las que adquirió a través de su fusión con el Journal Media Group, gradualmente comenzaron a identificarse como parte de USA Today Network (uso anterior del nombre de Gannett fuera de las referencias de propiedad requeridas) hasta principios de enero de 2016.

## Parodias
Varias parodias de USA Today han aparecido en películas y programas de televisión a través de los años, tales como:
- The Harvard Lampoon publicó una edición parodia a USA Today en 1986.
- Se puede ver una versión futurista de USA Today, ambientada en 2015 (edición de Hill Valley) en la película Back to the Future Part II (1989).
- Se puede ver una versión titulada Mars Today en el planeta rojo en la película Total Recall (1990).
- En Minority Report, una versión animada y que se actualiza dinámicamente en formato e-paper de USA Today se ve en la película (2002).
- Un periódico llamado BSA Today, en una realidad alternativa donde América del Norte aún es gobernada por el Reino Unido como los Estados Británicos de América, se ve en la serie Sliders (1995).
- En la serie Babylon 5 aparece un periódico llamado Universe Today.
- En Los Cazafantasmas (1984), durante un montaje, un falso USA Today describe a los mismos Cazafantasmas.
- En un capítulo de la serie animada Los Simpson, Homer (Homero) lee un periódico llamado USofA Today con la historia de portada: "America's Favorite Pencil - #2 is #1". Homer lee otro titular: "SAT scores are declining at a slower rate". Después, Lisa critica esto, y Homer dice "este es el único periódico en el país que no tiene miedo de decir la verdad: todo esto está solo bien".
- La publicación de comedia The Onion publica una aparición en su portada llamada "Starshot". Se cree que es un guiño directo a las mismas estadísticas publicadas en la portada de USA Today.
- En 1988 el juego de computador Hidden Agenda muestra extractos de un periódico llamado "USA Yesterday" en un resumen de prensa.
- La película C.S.A.: The Confederate States of America (2004), una historia alternativa del país, presenta un periódico llamado CSA Today.

## Periódicos estatales asociados
Como parte del conglomerado de medios de Gannett Company, Usa Today está asociado a importantes diarios regionales, entre los que cabe señalar a The Cincinnati Enquirer (Ohio), The Arizona Republic (Arizona), The Courier-Journal (Kentucky), The Tennessean (Tennessee), The Des Moines Register (Iowa) y Detroit Free Press (Míchigan). 